# Ziengino
Ziengino (ros. Зенгино) – osiedle w Rosji, w obwodzie kirowskim, w rejonie oriczewskim. W 2010 liczyło 599 mieszkańców.